# Gare de Biganos-Facture
Gare de Biganos-Facture – stacja kolejowa w Biganos, w departamencie Żyronda, w regionie Nowa Akwitania, we Francji.
Jest stacją Société nationale des chemins de fer français (SNCF), obsługiwaną przez pociągi TER Aquitaine i TGV.